# Comté de Duaringa
Le comté de Duaringa était une zone d'administration locale dans le centre du Queensland en Australie.
Le comté comprenait les villes de :
- Duaringa ;
- Dingo ;
- Blackwater ;
- Bluff.

Il a fusionné avec les comtés de Bauhinia, de Emerald et de Peak Downs pour former la région des Central Highlands en mars 2008.